# Contemporanéiste
Un contemporanéiste est, dans le vocabulaire de la recherche en histoire, un historien, un archéologue ou tout autre chercheur qui est spécialiste de l'époque contemporaine, c'est-à-dire depuis 1789 ou 1815 jusqu'à aujourd'hui.

## Présentation
On subdivise cette spécialisation en catégories souvent plus adaptées : les dixneuviémistes, les vingtiémistes et les spécialistes du temps présent.